# Nakamatsu Yoshirō

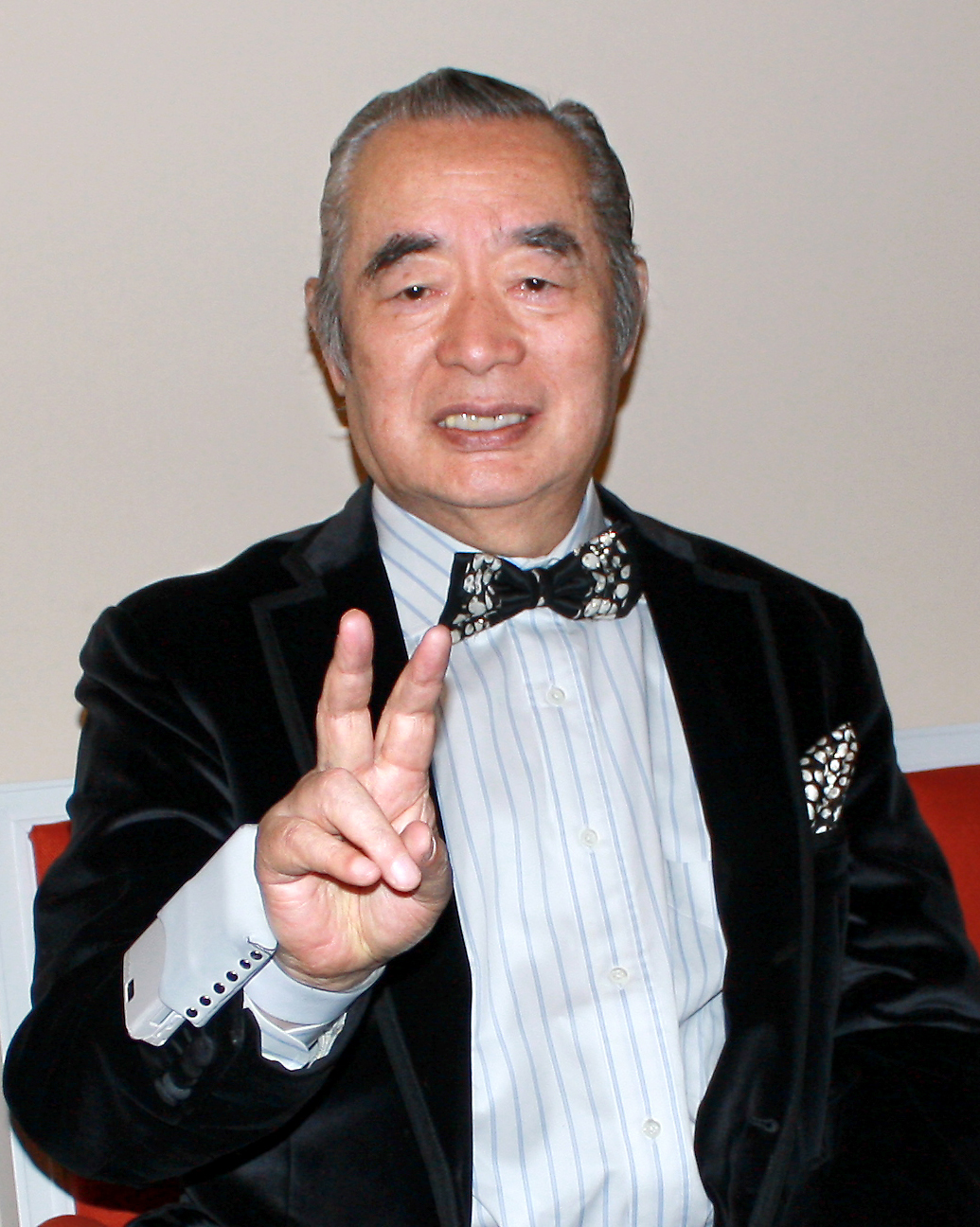
Nakamatsu Yoshirō

Nakamatsu Yoshirō (jap. 中松 義郎, Nakamatsu Yoshirō; * 26. Juni 1928 in der Präfektur Tokio), auch bekannt als Dr. NakaMats (ドクター・中松, dokutā Nakamatsu), ist ein japanischer Erfinder, der behauptet, der Inhaber der meisten Patente zu sein.

## Leben
Nakamatsu, Absolvent der Universität Tokio, arbeitete nach seinem Abschluss für einige Zeit bei Mitsui Bussan sowie für K.K. EIE International. Später gründete er sein eigenes Unternehmen, das heutige Dokutā Nakamatsu Sōken (ドクター中松創研).
Nakamatsu behauptet, Inhaber von mehr als 3200 Patenten und damit die Person mit den meisten Patenten weltweit zu sein. Tatsächlich hält er nach der internationalen Patentdatenbank INPADOC jedoch nur 395 Patente, davon 14 in den USA. Der tatsächlich produktivste Erfinder der Welt, Kia Silverbrook, hält dagegen 9042.
1952 erhielt er ein Patent für eine frühe Form der Diskette einschließlich Laufwerk. Er behauptet, 1979 etwa ein Dutzend Patente an IBM lizenziert zu haben, was ein IBM-Sprecher jedoch bestritt. Weitere Patente wie auf ein Putt-Übungsgerät für Golfer, einen Apparat zur direkten Umwandlung von Strahlungsenergie wie Licht oder Hitze in Rotationsenergie oder ein Energiesystem zur Zufuhr von Wasserstoff-Benzin-Gemisch in Motoren zeigen die ungeheure Vielfalt NakaMats. 2005 wurde er mit dem Ig-Nobelpreis für Ernährung ausgezeichnet – er dokumentiert und analysiert sein Essen seit über 30 Jahren.
Seine Erfindungen vermarktet er über die Dr. NakaMats Hi-Tech Innovation Corp. Er ist Autor von 32 Bestsellerbüchern.
Als Politiker kandidierte er seit Beginn der 1990er Jahre mehrfach für das nationale Parlament und als Gouverneur von Tokio, zunächst unter seinem eigentlichen Namen Nakamatsu Yoshirō, seit 1999 als dokutā Nakamatsu. Die meisten persönlichen Stimmen erhielt er bei der Sangiin-Wahl 1995, als ihm im Wahlkreis Tokio (vier Mandate) 101.547 Wähler ihre Stimmen gaben. Bei der Gouverneurswahl in der Präfektur Tokio 2007 landete er mit 85.946 (1,56 %) Stimmen auf Platz fünf. 2009 beteiligte er sich an der Gründung der Kōfuku-jitsugen-tō, in der er „Sondervorsitzender“ (tokubetsu-daihyō) ist.